# Bitva u Nagyharsány
Bitva u Nagyharsány, někdy označovaná jako (druhá) bitva u Moháče z 12. srpna 1687 byla jednou z významných bitev válek mezi Osmanskou říší a impériem rakouských Habsburků. Odehrála se severně od Drávy a křesťanské vojsko vedené Karlem V. Lotrinským a Maxmiliánem II. Emanuelem v ní rozdrtilo tureckou armádu velkovezíra Sulejmana paši. 
Z propagandistických důvodů byla bitva pojmenována jako (druhá) bitva u Moháče (coby odčinění bitvy u Moháče z roku 1526), byť Moháč byl od bojiště poměrně daleko, přes 40 km. Z toho důvodu dává řada historiků přednost výše zmíněnému názvu. V bitvě se jakožto velitel jízdy vyznamenal generál Evžen Savojský.

## Průběh bitvy
Císařské pozice, které byly rovnoběžné s Drávou a silnicí Moháč - Siklós, kryly na levém křídle močálovitý tok Karasiskaly a na pravém křídle hora Harsány. Bylo zde rozestaveno 30 000 pěších  a 20 000 jezdců. V první linii bylo 34 praporů a 79 švadron, 13 praporů a 63 švadron ve druhé linii. V nepřehledném terénu poslal vévoda Lotrinský pravé křídlo hlubokým úvozem po úbočí Harsány. Paša Sulejman považoval tento manévr za oslabení linie a nařídil zaútočit 8 000 jezdcům na levé křídlo a probít se do zad druhé linii obrany. Jízda byla odražena a v 15.00 hodin byla vyslána část pěchoty pro posílení jezdeckého útoku na levé křídlo. Piccolominiho brigáda o 23 švadronách pod vedením markraběte Bádenského odrazila útočící sipáhíje. Vévoda Lotrinský vedl útok císařského středu (pluky Serényiho, Steinaua, Auersperga a Starhemberga) a ten dosáhl tureckých okopů a vnikl do nich. Kolona pravého křídla postoupila z úbočí Harsány na Siklóskou rovinu, rozvinula se a vpadla Turkům do boku a zad.